# Från våra kära, från våra vänner
Från våra kära, från våra vänner är en psalm med text skriven 1936 av Anders Frostenson och berbetades 1980. Musiken är skriven 1653 av Johann Crüger.

## Publicerad i
- Den svenska psalmboken 1937 som nr 580 under rubriken "Det kristna hoppet inför döden" (med titelraden Skiljas vi må från vänner och fränder)
- Den svenska psalmboken 1986 som nr 307 under rubriken "Livets gåva och gräns".
- Svensk psalmbok för den evangelisk-lutherska kyrkan i Finland (1986) som nr 743 under rubriken "Sånger för kyrkliga förrättningar Begravning"